# Copa Eslováquia de Futebol
A Copa da Eslováquia de Futebol é o maior torneio eliminatório do futebol masculino de Eslováquia, sendo a segunda principal competição do país.
Até 2016, o vencedor disputava a Supercopa Eslovaca de Futebol da temporada seguinte, juntamente com o campeão do Campeonato Eslovaco de Futebol, no entanto, a Supercopa Eslovaca foi descontinuada.
A partir de 2017, o campeão da Copa Eslovaca passou a disputar a Supertaça da Checoslováquia, decidindo o título contra o campeão da Copa da Tchéquia.

## Campeões

### 1969-1993
Fontes:
| Ano     | Campeão                     | Placar              | Vice-campeão                |
| 1969-70 | Slovan Bratislava           | 2-2 / 1-0           | FK Dukla Banská Bystrica    |
| 1970-71 | Spartak Trnava              | 2-0 / 0-1           | Slovan Bratislava           |
| 1971-72 | Slovan Bratislava           | 1-2 / 4-1           | Spartak Trnava              |
| 1972-73 | VSS Kosice                  | 3-0 / 3-3           | FC Tatran Presov            |
| 1973-74 | Slovan Bratislava           | 0-0 / 2-2           | Spartak Trnava              |
| 1974-75 | Spartak Trnava              | 2-0 / 1-2           | AC Nitra                    |
| 1975-76 | Slovan Bratislava           | 0-0 / 2-1           | FK Inter Bratislava         |
| 1976-77 | Lokomotive Kosice           | 0-2 / 4-0           | ZVL Žilina                  |
| 1977-78 | Jednota Trencín             | 1-0 / 3-1           | Slovan Bratislava           |
| 1978-79 | Lokomotive Kosice           | 2-2 / 3-0           | FK Inter Bratislava         |
| 1979-80 | ZTS Kosice                  | 2-4 / 5-0           | ZVL Žilina                  |
| 1980-81 | FK Dukla Banská Bystrica    | 1-1 / 1-0           | ZTS Kosice                  |
| 1981-82 | Slovan Bratislava           | 3-1 / 0-0           | ZTS Kosice                  |
| 1982-83 | Slovan Bratislava           | 0-0 / 1-1           | Artmedia Bratislava         |
| 1983-84 | FK Inter Bratislava         | 2-0 1-0             | FK Dukla Banská Bystrica    |
| 1984-85 | Lokomotive Kosice           | 1-1 / 1-0           | FC Tatran Presov            |
| 1985-86 | Spartak Trnava              | 1-0                 | ZVL Žilina                  |
| 1986-87 | FK DAC 1904 Dunajská Streda | 0-0 (6 t. à b. à 5) | Plastika Nitra              |
| 1987-88 | FK Inter Bratislava         | 1-0                 | Spartak Trnava              |
| 1988-89 | Slovan Bratislava           | 2-1                 | ZVL Povazská porstrica      |
| 1989-90 | FK Inter Bratislava         | 6-0                 | ZVL Žilina                  |
| 1990-91 | Spartak Trnava              | 1-0                 | FC Nitra                    |
| 1991-92 | FC Tatran Presov            | 2-0                 | Lokomotive Kosice           |
| 1992-93 | 1.FC Kosice                 | 0-0 (5 t. à b. à 4) | FK DAC 1904 Dunajská Streda |

### Após a independência
Fonte:[carece de fontes?]
| Ano     | Campeão                  | Placar             | Vice-campeão                |
| 1993-94 | Slovan Bratislava        | 2-1                | FC Tatran Presov            |
| 1994-95 | FK Inter Bratislava      | 1-1                | FK DAC 1904 Dunajská Streda |
| 1995-96 | HFC Hummené              | 2-1                | Spartak Trnava              |
| 1996-97 | Slovan Bratislava        | 1-0                | FC Tatran Presov            |
| 1997-98 | Spartak Trnava           | 2-0                | 1.FC Kosice                 |
| 1998-99 | Slovan Bratislava        | 3-0                | FK Dukla Banská Bystrica    |
| 1999-00 | FK Inter Bratislava      | 1-1 (pênaltis 4-2) | 1.FC Kosice                 |
| 2000-01 | FK Inter Bratislava      | 1-0                | SCP Ružomberok              |
| 2001-02 | FC Senec                 | 1-1 (pênaltis 4-2) | FK Puchov                   |
| 2002-03 | FK Puchov                | 2-1                | Slovan Bratislava           |
| 2003-04 | FC Artmedia Petržalka    | 2-0                | Steel Trans Licartovce      |
| 2004-05 | FK Dukla Banská Bystrica | 2-1                | FC Artmedia Petržalka       |
| 2005-06 | MFK Ružomberok           | 0-0 (pênaltis 4-3) | Spartak Trnava              |
| 2006-07 | FC ViOn Zlaté Moravce    | 4-0                | FC Senec                    |
| 2007-08 | FC Artmedia Petržalka    | 1-0                | Spartak Trnava              |
| 2008-09 | MFK Košice               | 3-1                | FC Artmedia Petržalka       |
| 2009-10 | Slovan Bratislava        | 6-0                | Spartak Trnava              |
| 2010-11 | Slovan Bratislava        | 3-3 (pênaltis 5-4) | MŠK Žilina                  |
| 2011-12 | MŠK Žilina               | 3-2                | FK Senica                   |
| 2012-13 | Slovan Bratislava        | 2-0                | MŠK Žilina                  |
| 2013-14 | MFK Košice               | 2-1                | Slovan Bratislava           |
| 2014-15 | FK AS Trenčín            | 2-2 (pênaltis 3-2) | FK Senica                   |
| 2015-16 | FK AS Trenčín            | 3-1                | Slovan Bratislava           |
| 2016-17 | Slovan Bratislava        | 3-0                | MFK Skalica                 |
| 2017-18 | Slovan Bratislava        | 3-1                | MFK Ružomberok              |
| 2018-19 | Spartak Trnava           | 3-3 (pênaltis 4-1) | MŠK Žilina                  |
| 2019-20 | Slovan Bratislava        | 1-0                | MFK Ružomberok              |